# Yeon-dong, Mokpo
Yeon-dong (koreanska: 연동) är en stadsdel i kommunen Mokpo i provinsen Södra Jeolla i den sydvästra delen av Sydkorea, 310 km söder om huvudstaden Seoul.